# Jaime Baeza
Jaime Orlando Baeza Zet (* 28. Februar 1962 in Santiago) ist ein ehemaliger chilenischer Fußballspieler. Der Stürmer nahm an den Olympischen Spielen 1984 teil und war nach seiner aktiven Karriere Interimspräsident des chilenischen Fußballverbandes ANFP.

## Karriere

### Verein
Jaime Baeza spielte in der Jugend des CD Peñablanca als Mittelfeldspieler. 1980 wechselte er zu Everton und wurde dort als Stürmer eingesetzt. Mit dem Klub gewann Baeza 1984 die Copa Chile und wurde 1985 Vizemeister. Parallel zu seiner Fußballkarriere schloss Baeza das Studium zum Wirtschaftsingenieur an der Universidad de Valparaíso 1987 ab und wechselte im selben Jahr zu den Rangers de Talca. Er spielte noch für weitere Klubs im Süden Chiles, kehrte aber 1992 zu Everton zurück, bei dem er 1994 seine Karriere beendete. 2001 war Baeza zudem Interimstrainer beim Klub aus Viña del Mar.
Von November 2015 bis Januar 2016 war Jaime Baeza zum Interimspräsidenten des chilenischen Verbandes ANFP ernannt worden, nachdem der im FIFA-Korruptionsskandal verwickelte Sergio Jadue zurückgetreten war.

### Nationalmannschaft
Mit der U23-Auswahl nahm Jaime Baeza an den Olympischen Spielen 1984 teil. Nach dem zweiten Platz in der Gruppenphase hinter dem späteren Olympiasieger Frankreich schied Chile im Viertelfinale gegen Italien nach Verlängerung aus. Der Offensivspieler absolvierte alle vier Turnierpartien und erzielte beim 1:0-Erfolg über Katar das Tor des Tages.

## Erfolge
Everton
- Chilenischer Pokalsieger: 1984